# Susanne Aalto
Susanne E. Aalto, född 28 november 1964 i Eskilstuna, är sedan 2013 professor i radioastronomi vid Chalmers tekniska högskola. 1994 blev hon Sveriges första kvinnliga doktor i radioastronomi med en avhandling om strålning från molekyler som ett sätt att undersöka galaxer som bildar många stjärnor samtidigt (starburstgalaxer). Mellan 1994 och 1999 var hon postdoc vid Steward Observatoriet, University of Arizona och vid Caltech i USA. 1999 tilldelades hon Albert Wallins pris av Kungliga Vetenskaps- och Vitterhetssamhället i Göteborg. Sedan 2000 har hon arbetat vid Chalmers och Onsala rymdobservatorium där hon blev biträdande professor i radioastronomi 2010. Hon forskar om galaxers utveckling och rörelser hjälp av radioteleskop och strålning från molekyler. Sedan 2023 är Susanne ledamot av Kungliga Ingenjörsvetenskapsakademin.